# Iscadia viettei
Iscadia viettei is een vlinder uit de familie visstaartjes (Nolidae). De wetenschappelijke naam van deze soort is voor het eerst geldig gepubliceerd in 1955 door Berio.
De soort komt voor in tropisch Afrika.